# Памятник Солдату-освободителю (Шахты)
Памятник Солдату-освободителю  — памятник в городе Шахты Ростовской области.

## История
Памятник Солдату-освободителю в городе Шахты Ростовской области был открыт 7 мая 1985 года. Памятник установлен в центре города на площади 40-летия Победы по инициативе председателя горисполкома Виктора Ковалёва. Памятник был изготовлен на Харьковской скульптурной фабрике художественного фонда УССР.
На открытии памятника присутствовал Евгений Вучетич — автор скульптуры Родины-матери на Мамаевом кургане.
Шахтинцы приходят на площадь 40-летия Победы, где расположен памятник Солдату-освободителю, чтобы отдать дань уважения участникам Великой Отечественной войны и погибшим в боях за Родину. В годы войны около 10 тыс. шахтинцев погибли на фронтах Великой Отечественной войны, около 35 тыс. были награждены боевыми орденами и медалями. Звание Героя Советского Союза присвоено 27 Шахтинцам.
В краеведческом музее города Шахты есть уменьшенная копия этого памятника.
Является одним из современных символов города Шахты, по опросу жителей в 2019 году был назван самым главным памятником города. Шахтинцы называют площадь «Площадью Солдата».

## Описание
Высота памятника вместе с постаментом составляет около 15 метров. 
Памятник строился на средства трудящихся, которые были заработаны в ходе трудовой вахты «40-летию Победы — 40 ударных недель».
Памятник выполнен Харьковской скульптурной фабрикой художественного фонда УССР. Авторами памятника являются скульпторы: заслуженный художник, лауреат Государственной премии УССР имени Т. Г. Шевченко Я. И. Рык, И. П. Ястребов, архитекторы: лауреаты Государственной премии УССР имени Т. Г. Шевченко Э. Ю. Черкассов, А. А. Максименко, главный архитектор города Шахты В. П. Онищенко.
Солдат в скульптуре держит в руках автомат. Его лицо строгое и волевое. Рядом с воином размещены отлитые из металла ордена: орден Победы, Отечественной войны и Славы.
В составе комплекса —  четыре светильника, представляющих собой символ четырёх тяжелых лет Великой Отечественной войны.